# Colleen Brennan
Colleen Brennan (1 de dezembro de 1949) é uma atriz pornográfica americana.

## Prêmios
- 1984 CAFA Award for Best Supporting Actress - Good Girl, Bad Girl[1]
- 1986 XRCO Award for Best Actress – Getting Personal[1]
- 1986 XRCO Award for Best Supporting Actress – Star Angel[1]
- 1987 AVN Award for Best Actress (Film) – Getting Personal[2]
- 1987 AVN Award for Best Supporting Actress (Film) – Star Angel'[2]
- XRCO Hall of Fame[3]